# Aimi Kobayashi
Pour les articles homonymes, voir Kobayashi.
Aimi Kobayashi (小林愛実), née le 23 septembre 1995 à Ube (préfecture de Yamaguchi), est une pianiste classique japonaise.

## Biographie
Elle commence à jouer du piano à l'âge de trois ans, joue avec l'Orchestre symphonique de Kyūshū à l'ACROS Fukuoka à sept ans. Yuko Ninomiya devient son professeur lorsqu'elle atteint l'âge de huit ans. À partir de 2007, elle étudie le piano à la Toho Gakuen School of Music (桐朋学園大学, Tōhō Gakuen Daigaku) à Tokyo. En 2013, elle commence à étudier au Curtis Institute à Philadelphie.
Aimi Kobayashi a remporté de nombreux prix au Japon, parmi lesquels la médaille d'or catégorie junior du Concours international de piano Frédéric Chopin en Asie en 2004,,
le premier prix du 59e Concours de Musique pour Étudiants du Japon en 2005 et la médaille d'or dans la catégorie Concerto sans limite d'âge du Concours international de piano Frédéric Chopin en Asie en 2011.
En 2010, à l'occasion d'une cérémonie pour le bicentenaire de la naissance de Chopin, le gouvernement polonais lui remet un Passeport Chopin.
En 2012, elle obtient le troisième prix du concours Gina Bachauer dans la catégorie « jeune artiste ».
Elle a donné des représentations notamment à Paris à la Salle Cortot où elle donne son premier récital à l'étranger, en Pologne, à Moscou au Moscow International House of Music (russe : Московский международный Дом музыки) sous la direction de Vladimir Spivakov, à New York où elle a joué à quatre reprises au Carnegie Hall, ainsi qu'en Corée du Sud et au Brésil.
Aimi Kobayashi a donné de nombreux concerts dans les plus grandes villes du Japon, comme Tokyo, Nagoya, Ōsaka, ou encore Nagano.
Elle donne un récital au Carnegie Hall le 3 avril 2011.
En 2011, elle fait ses débuts au cinéma dans le film Sleep de Katsumi Sakaguchi, présenté au festival international du film de Rotterdam. Elle a également contribué à la bande son du film, ainsi qu'à celle d'un autre film de Sakaguchi, « Atomic Bomb Home ».
Durant l'été 2015, elle donne plusieurs récitals en France : au Festival Chopin à Paris, au Festival Chopin de Nohant, et au Festival de La Roque-d'Anthéron. La même année, elle atteint la finale du Concours international de piano Frédéric-Chopin et obtient une mention honorable.
En 2021, elle obtient la quatrième place ex æquo lors de la 18e edition du Concours international de piano Frédéric-Chopin.
En 2023, elle annonce son mariage avec son ami d'enfance Kyohei Sorita, lauréat de la seconde place du concours Chopin en 2021. Le couple annonce simultanément un enfant à venir.

## Discographie
- Son premier CD, Aimi Kobayashi Debut, a été enregistré en 2008. Accompagné d'un DVD, il est consacré à Chopin (les deux premiers scherzos, le nocturne n°20, l'étude Op. 10 n°4, la mazurka Op. 63 n°3), Beethoven (la sonate Waldstein) et Bach (la partita n°2)[17].
- Le second, intitulé Passion (熱情?), est paru au printemps 2011. Il réunit deux autres célèbres sonates de Beethoven, la Pathétique et l'Appassionata, ainsi que les Kinderszenen de Schumann[18].
- Le troisième, paru en 2018, regroupe des oeuvres de Chopin (la  sonate pour piano no 2) et Liszt (les pièces no 4 à 7 de la deuxième des Années de pèlerinage et le Liebesträume no 3)[19].
- Le quatrième, paru en 2021, est exclusivement dédié à l’œuvre de Chopin : les  vingt-quatre préludes op. 28, le prélude op. 45, la Polonaise-Fantaisie, le Fantaisie-Impromptu[20].

Les deux premiers disques sont édités chez EMI Classics/EMI Music Japan. Les deux suivants sont édités chez Warner Classics.

## Annexe